# Jostein Flo
Jostein Flo (ur. 3 października 1964 w Strynie) – piłkarz norweski grający na pozycji napastnika.

## Kariera klubowa
Jostein urodził się w mieście Stryn jako drugi spośród pięciorga braci. W młodości uprawiał skok wzwyż, a jego rekord życiowy z 1983 roku wynosi 2,06 metra. Piłkarską karierę rozpoczął w miejscowym klubie Stryn T&IF. W 1984 roku zaczął grać w pierwszym zespole i w kolejnych trzech sezonach stał się czołowym strzelcem drużyny. Forma strzelecka poskutkowała transferem do pierwszoligowego Molde FK w 1987 roku. W poprzednich sezonach klub zajmował miejsca w środku tabeli, ale po przyjściu Flo niespodziewanie wywalczył wicemistrzostwo kraju. Jednak dopiero w 1988 roku Jostein grał w pierwszym składzie i dwóch kolejnych sezonach zaliczył odpowiednio 10 i 12 trafień w lidze. W 1988 roku zajął 3. miejsce w lidze, a w 1989 - 4. Latem 1990 Flo odszedł do belgijskiego Lierse SK, w którym występował wraz z partnerem z Molde, Kjetilem Rekdalem. Zdobył 7 goli w lidze, ale po sezonie odszedł z zespołu.
W 1991 roku Flo powrócił do Norwegii i został zawodnikiem Sogndal IL. Grał tam w podstawowym składzie i był najlepszym strzelcem ekipy. W 1992 roku spadł jednak z zespołem do drugiej ligi i spędził w niej także pierwszą połowę roku 1993. 10 sierpnia podpisał kontrakt z angielskim Sheffield United. Zespół grający wówczas w Premiership zapłacił za niego 400 tysięcy funtów. W lidze zadebiutował 21 sierpnia w przegranym 2:4 spotkaniu z Evertonem. Natomiast trzy dni później strzelił pierwszego gola na angielskich boiskach, a Sheffield pokonał Wimbledon F.C. 2:1. Łącznie zdobył 9 goli w tamtym sezonie, jednak United spadło z ligi. Przez kolejne dwa sezony Jostein występował na boiskach Division One, jednak nie osiągnął żadnych sukcesów z tą drużyną.
W 1996 roku Flo wrócił do Norwegii i został zawodnikiem Strømsgodset IF. W klubie tym osiągnął wysoką skuteczność i począwszy od 1997 roku co sezon zdobywał ponad 10 goli w lidze będąc przy tym najlepszym strzelcem zespołu. W 1997 zajął ze Strømsgodset 3. miejsce w Tippeligaen, jednak w 1999 spadł do drugiej ligi. Tam występował przez rok i zdobywając 25 bramek został królem strzelców. W 2001 roku znów przeżył degradację ze swoim klubem, a w 2002 zakończył piłkarską karierę. Dla Strømsgodset rozegrał 161 meczów i zdobył 110 goli, co jest rekordem klubowym.
| Sezon   | Klub             | Kraj     | Rozgrywki     | Mecze | Bramki |
| ------- | ---------------- | -------- | ------------- | ----- | ------ |
| 1984    | Stryn T&IF       | Norwegia | 3. liga       | ?     | ?      |
| 1985    | Stryn T&IF       | Norwegia | 3. liga       | ?     | ?      |
| 1986    | Stryn T&IF       | Norwegia | 3. liga       | ?     | ?      |
| 1987    | Molde FK         | Norwegia | Tippeligaen   | 19    | 2      |
| 1988    | Molde FK         | Norwegia | Tippeligaen   | 22    | 10     |
| 1989    | Molde FK         | Norwegia | Tippeligaen   | 21    | 12     |
| 1990    | Molde FK         | Norwegia | Tippeligaen   | 10    | 2      |
| 1990/91 | Lierse SK        | Belgia   | Eerste Klasse | 25    | 7      |
| 1991    | Sogndal IL       | Norwegia | Tippeligaen   | 10    | 7      |
| 1992    | Sogndal IL       | Norwegia | Tippeligaen   | 22    | 9      |
| 1993    | Sogndal IL       | Norwegia | Adeccoligaen  | 14    | 12     |
| 1993/94 | Sheffield United | Anglia   | Premiership   | 33    | 9      |
| 1994/95 | Sheffield United | Anglia   | Division One  | 32    | 6      |
| 1995/96 | Sheffield United | Anglia   | Division One  | 19    | 4      |
| 1996    | Strømsgodset IF  | Norwegia | Tippeligaen   | 18    | 9      |
| 1997    | Strømsgodset IF  | Norwegia | Tippeligaen   | 21    | 14     |
| 1998    | Strømsgodset IF  | Norwegia | Tippeligaen   | 19    | 19     |
| 1999    | Strømsgodset IF  | Norwegia | Tippeligaen   | 25    | 18     |
| 2000    | Strømsgodset IF  | Norwegia | Adeccoligaen  | 26    | 25     |
| 2001    | Strømsgodset IF  | Norwegia | Tippeligaen   | 26    | 12     |
| 2002    | Strømsgodset IF  | Norwegia | Adeccoligaen  | 26    | 11     |

## Kariera reprezentacyjna
W reprezentacji Norwegii Flo zadebiutował 3 czerwca 1992 roku w zremisowanym 0:0 towarzyskim meczu ze Szkocją. W eliminacjach do Mistrzostw Świata w USA był podstawowym zawodnikiem i zdobył 3 gole, w tym dwa w spotkaniach z Polską, wygranych 1:0 i 3:0. W 1994 roku został powołany przez selekcjonera Egila Olsena na mundial, na którym wystąpił we wszystkich grupowych spotkaniach: wygranym 1:0 z Meksykiem, przegranym 0:1 z Włochami i zremisowanym 0:0 z Irlandią.
W 1998 roku Flo na mundialu we Francji był tylko rezerwowym w drużynie Norwegów. Wystąpił jedynie w wygranym 2:1 spotkaniu z Brazylią. Karierę reprezentacyjną zakończył w 2000 roku. W kadrze narodowej rozegrał 53 mecze i strzelił 11 bramek.